# رائل ملک‌اف
رائل ملک‌اف (ترکی آذربایجانی: Rail Məlikov؛ زادهٔ ۱۸ دسامبر ۱۹۸۵) بازیکن فوتبال اهل جمهوری آذربایجان است.
از باشگاه‌هایی که در آن بازی کرده‌است می‌توان به باشگاه فوتبال باکو، باشگاه فوتبال دنیزلی اسپور، باشگاه فوتبال شوالان، باشگاه فوتبال نفتچی باکو، باشگاه فوتبال قبله، و باشگاه فوتبال سومقاییت اشاره کرد.
وی همچنین در تیم ملی فوتبال جمهوری آذربایجان بازی کرده‌است.